# سامسونگ گلکسی نوت پرو ۱۲٫۲
تلفن همراه سامسونگ گلکسی نوت پرو ۱۲٫۲ یک تبلت 12.2 اینچی بر پایه سیستم‌عامل اندروید، و تولید شرکت سامسونگ است. این تبلت وابسته به سری نوت و از دسته ی pro است. این تبلت در 6 ژانویه 2014 معرفی شد و در 13 فوریه، با قیمت ٧٤٩ دلار در آمریکا به فروش رسید.

## قابلیت ها
این تبلت با اندروید ٤.٤ کیت کت عرضه شد و از رابط کاربری تاچ ویز سامسونگ بهره میبرد. علاوه بر اپلیکیشن های گوگل مانند: گوگل پلی، جی‌میل و یوتیوب، دارای نرم‌افزار های ساخت سامسونگ مانند ChatON, S Suggest, S Voice, کنترل هوشمند سامسونگ (peel) و... است.